# Clodwig Kapferer
Clodwig Kapferer (* 29. April 1901 in Freiburg im Breisgau; † 22. Dezember 1997 in Hamburg) war ein deutscher Wirtschaftswissenschaftler und Pionier auf den Gebieten Marktforschung, Exportförderung und Entwicklungshilfe.

## Leben
Clodwig Kapferer wurde 1901 in Freiburg im Breisgau als jüngster von fünf Söhnen des Justizrats und Notariatsdirektors
Heinrich Kapferer (1858–1919) geboren. Nach einer humanistischen Ausbildung studierte er Staatswissenschaften in Freiburg, Erlangen, Berlin und Würzburg und promovierte 1922 an der philosophischen Fakultät der Universität Erlangen zum Dr. rer. pol. mit seiner Abhandlung „Die Außenhandelspolitik der Tschechoslowakei“.
Seine berufliche Laufbahn begann Kapferer 1920 als Referent der Zweigstelle Nürnberg der Außenhandelsstelle des Auswärtigen Amtes. Seine Aufgabe bestand u. a. in der Beobachtung der wirtschaftlichen Verhältnisse des Auslandes in ihrer Beziehung zur nordbayerischen und südthüringischen Wirtschaft. In Nürnberg traf er auch auf Wilhelm Vershofen, Ludwig Erhard, Georg Bergler und Erich Schäfer; so manche forscherische und ehrenamtliche Tätigkeit hat sie über viele Jahre miteinander verbunden.
1929 zog es Clodwig Kapferer nach Hamburg, wo er sich als „beratender Volkswirt für Exportfragen“ niederließ; er gründete die „Untersuchungsstätte für Auslands-Marktforschung“. Eine intensive Zeit der Reisen in alle Welt folgte.
1931/32 entstand in Köln die „Sachverständigen-Sozietät Dr. Kapferer und Dr. Krack“ für „Markterkundungen im Ausland“; freier Mitarbeiter war Dr. Julius Erik Schwenzer, mit dem er später eine Gesellschaft für Marktforschung gründete. Dazu kam für Kapferer ein Lehrauftrag an der Universität zu Köln.
1940/41 folgten schwere Zeiten für Kapferer: Auslieferungsverbot für seine Schriften, Verbot der Vergütung von Mitarbeitern im Ausland (Devisenverbot), Berufsverbot, Exil in Italien und Frankreich, Internierungslager in Frankreich, Verhaftung durch die Gestapo, Untersuchungshaft in Köln.
Nach seiner Entlassung – mit der Auflage, nur eine unselbständige berufliche Tätigkeit auszuüben – ging Clodwig Kapferer 1941 nach Münster in Westfalen, um für die von Alfred Müller-Armack (dem späteren Staatssekretär von Ludwig Erhard) gegründete „Forschungsstelle für allgemeine und textile Marktwirtschaft“ an der Universität Münster eine Auslands-Abteilung zu errichten. Diese Forschungsstelle widmete sich der Untersuchung in- und ausländischer Märkte für die Textil-Industrie.
Ende 1942 kehrte Kapferer nach Hamburg, an den Ursprungsort seines Wirkens in der Exportmarktforschung, zurück. Unter dem Namen seines Partners Julius Erik Schwenzner betätigte er sich als Exportsachverständiger.
Nach Ende des Zweiten Weltkrieges entwickelte Clodwig Kapferer in Hamburg mannigfache Tätigkeiten:
- 1945 gründete er gemeinsam mit Julius Erik Schwenzner und Kurt Bussmann die „GfM Gesellschaft für Marktforschung“, Hamburg.
- 1946 folgte gemeinsam mit Jens H. Schmidt die Gründung der „Dr. Kapferer & Dr. Schmidt Gesellschaft für Wirtschaftsanalyse und Markterkundung“, Hamburg, die schon bald die Werbestatistik (bekannt geworden als K+S-Statistik oder K+S-Erhebungen) in Deutschland etablierte (später: Schmidt & Pohlmann Gesellschaft für Werbestatistik, dann Nielsen Werbeforschung S+P).
- 1948 erfolgte die Berufung Kapferers zum Direktor des Hamburgischen Welt-Wirtschafts-Archivs (HWWA), das er vom reinen Archiv zu einem der führenden deutschen Wirtschaftsforschungs-Institute ausbaute; nach 15 Jahren schied er Anfang 1964 aus den Diensten des Instituts aus.
- 1949 rief Clodwig Kapferer gemeinsam mit Georg Bergler, Erich Schäfer, Jens H. Schmidt und Julius E. Schwenzer den „Arbeitskreis für betriebswirtschaftliche Markt- und Absatzforschung“ ins Leben; aus diesem ist später der ADM Arbeitskreis Deutscher Markt- und Sozialforschungs-Institute e.V. hervorgegangen. 1997 starb Professor Clodwig Kapferer im 97. Lebensjahr in Hamburg.

## Auszeichnungen
Clodwig Kapferer war ein Mensch, der sich nie in den Vordergrund drängte. Vielleicht hat man deshalb so häufig seinen Rat gesucht, so die OECD, das RKW, Ländervereine, das Entwicklungs-Ministerium, nationale und internationale Vereinigungen der Marktforschung und Unternehmensführung.
- 1964 Wilhelm-Vershofen-Gedächtnis-Medaille. Diese, dem Andenken an Wilhelm Vershofen, dem Gründer der Gesellschaft für Konsumforschung (GfK), Nürnberg, gewidmete Medaille, wird von der GfK verliehen, um Persönlichkeiten zu ehren, sie sich um die wissenschaftliche Marktforschung verdient gemacht haben.

## Veröffentlichungen
Auch nach seinem Abschied vom HWWA galt Kapferers Interesse weiterhin seinen drei großen Tätigkeitsfeldern: Exportförderung, Entwicklungshilfe und Marktforschung. Zu seinen wichtigsten Veröffentlichungen auf diesen Gebieten zählen:
- Export-Förderung. Band 1: Die Markt-Analyse. Ein Mittel zur Erforschung und Ausbeutung von Absatzgebieten im Auslande. Leipzig: J. J. Arnd, 1929
- Die Markt-Analyse. Leipzig: Arnd, 1929, XI, 351 S.
- Export als Gegenstand der Forschung und Lehre (1933)
- Das Exportgeschäft: Anleitung zur Organisation des Exports und zur Durchführung von Exportaufträgen. Leipzig: Arnd, 1933, 351 S.
- Exportbetriebslehre, gemeinsam mit Julius E. Schwenzner (1935)
- Die Exportofferte; Exportberatung. Leipzig: Arnd, 1939, 57 S.
- Der Auslandsvertreter, Arnd, 1939, 69 S.
- Psyche der Umwelt. Völkerpsychologische Betrachtungen aus der deutschen Gegenwart. Heidelberg: Lambert Schneider (1947)
- Außenhandelsförderung als wirtschaftspolitische Aufgabe. Hamburg: Weltarchiv, 1950, 115 S.
- Unabhängige technische Beratung. Ihre Bedeutung für die Erschließung unterentwickelter Gebiete und für die deutsche Ausfuhr (1954)
- Die unterentwickelten Gebiete; eine internationale Verpflichtung (1955)
- Sicherung unserer Ausfuhr durch Hebung der Kaufkraft in Rohstoffländern (1958)
- Förderung der Entwicklungshilfe durch Hebung der Einfuhr aus Entwicklungsländern (1962)
- Ausfuhrförderung als Entwicklungshilfe (1963)
- Entwicklungshilfe durch Werbehilfe (1963)
- Market Research Methods in Europe (1964)
- Quellen für statistische Marktdaten (1964)
- Kooperative Marktforschung (Verbands-Marktforschung), gemeinsam mit Wolfgang K.A. Disch (1965)
- Absatzprognose, gemeinsam mit Wolfgang K.A. Disch (1965)
- Kapferer's Marketing-Wörterbuch. Hamburg: Marketing Journal, 1979; 4. Auflage 1992
- Ein Leben für die Information. Erfahrungen und Lehren aus sechs Jahrzehnten. Zürich: Kriterion 1983, 116 S.
- Zur Geschichte der deutschen Marktforschung; Aufzeichnungen eines Mannes, der dabei war. Hamburg: Marketing Journal, 1994, 192 S.